# GX-19N
GX-19N ويُعرف أيضًا باسم جي إكس-19 إن وكان يُعرف باسم GX-19، هو لقاح مرشح ضد مرض فيروس كورونا، تعمل شركة جنكسين الكورية الجنوبية على تطويره وإنتاجه بتقنية تلقيح الدنا بالتعاون مع شركات وجهات عدة في كوريا الجنوبية على إثر جمعية شراكة وُقعت مع الشركة. اللقاح مخصص للإعطاء عن طريق الحقن العضلي.

## التجارب السريرية
بدأت جهود تطوير اللقاح في 13 مارس 2020، ودخل المرحلة الأولى من التجارب السريرية في يونيو من العام نفسه بمشاركة 150 متطوعًا معافى، أعلن عن أن 40 منهم سيتلقون اللقاح المرشح، وكانت الشركة قد نالت الموافقة من إدارة الغذاء والدواء الكورية لبدء المرحلة الثانية أيضًا، إلّا إن اللقاح لم يظهر نسبة فعالية عالية مقارنة باللقاحات الموجودة، ما دعى الشركة في 16 ديسمبر 2020، إلى إعادة بدء عمليات تطوير اللقاح من جديد، وهو ما تطلّب تغيير اسم اللقاح من «GX-19» إلى «GX-19N» وإعادة المرحلة الأولى من التجارب السريرية، التي قالت بأنها ستستمر نحو ثلاثة أشهر، وقد انتهت المرحلة الأولى بالفعل في 26 فبراير 2021، وأعلن عن أن المرحلة الثانية ستمتد إلى نحو 10 أسابيع.